# Port de Pasaia

Le port de Pasaia (Pasaiako portua en basque ou Puerto de Pasajes en espagnol), situé à l'embouchure de l'estuaire de Pasaia, près de Saint-Sébastien, est un port naturel, isolé dans la mer Cantabrique, avec laquelle elle communique par un étroit canal naturel d'une largeur maximale de 200 mètres.
Le port de Pasaia, fait partie des 28 ports d'État appartenant à l'Espagne, est classée 16e au classement du total du trafic portuaire. Au Pays basque, où il y a deux ports d'intérêt général, il figure en deuxième place derrière Bilbao (5e au classement national). Il s'agit donc d'un port relativement petit, mais qui pèse beaucoup sur l'économie du Guipuscoa.

## Trafic portuaire
Un tiers du trafic de marchandises du port correspond aux matières premières pour l'industrie de l'acier au Guipuscoa. 20 % du trafic est composé de produits sidérurgiques (poutrelles, angles, etc.). C'est un port dédié aussi dans le transport de véhicules étant donné le nombre important d'usines automobiles situées dans l'arrière-pays, comme Volkswagen (Pampelune) et Mercedes-Benz à Vitoria-Gasteiz. C'est pour cela qu'il existe des installations améliorées pour le stockage des véhicules.
Le port possède également des installations pour le traitement du charbon.

## Installation portuaire
La puissance thermique de la centrale Iberdrola, située à l'intérieur du port a une capacité de 240 MW et elle est la seule grande centrale de production d'énergie électrique du Guipuscoa, notamment pour la zone industrielle (zone portuaire de Herrera), où sont situés dans de petites entreprises liées aux activités du port (en gros des produits sidérurgiques, station de recherche marine, maintenance mécanique marine, la menuiserie navale, chaudronnerie navale, le traitement et la manutention de fruits de mer et poissons congelés, etc.).

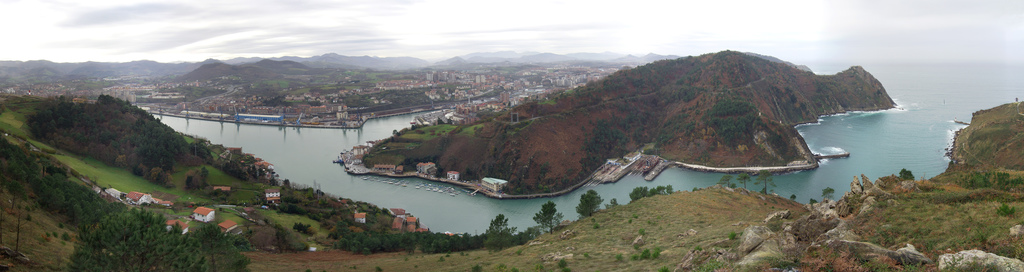
Baie de Pasaia.